# 최성현 (1970년)
최성현(崔聖鉉, 1970년 5월 7일~)은 대한민국의 전기공학자이자 기업인이다. 삼성전자의 부회장을 지내고 있다.

## 수상
- 2007년: 제2회 미국전기전자학회
- 2007년: 대한전자공학회 IT젊은공학자상
- 2008년: 젊은과학자상